# Iso Sikosaari (ö i Mellersta Finland, Jämsä)
Iso Sikosaari är en ö i Finland. Den ligger i sjön Päijänne och i kommunen Jämsä i landskapet Mellersta Finland, i den södra delen av landet, 180 km norr om huvudstaden Helsingfors. Öns area är 5,3 hektar och dess största längd är 420 meter i sydväst-nordöstlig riktning.